# François Demol
Pour les articles homonymes, voir Demol.
Frans Demol (François Demol en français), dit Protje, né le 19 août 1895 à Beersel en Belgique et décédé le 14 février 1966, est un footballeur international et entraîneur belge.
Il a joué au poste d'arrière gauche à l'Union Saint-Gilloise et remporté le Championnat de Belgique en 1923.
Il a joué 19 fois avec les Diables rouges entre 1924 et 1927.
Il a été l'entraîneur national de l'équipe de Belgique de 1944 à 1946

## Palmarès
- International de 1924 à 1927 (19 sélections)
- Présélectionné aux Jeux Olympiques de 1924  (n'a pas joué)
- Champion de Belgique en 1923 avec la Royale Union Saint-Gilloise
- 176 matches et 19 buts en Division 1[4]
- Vainqueur de la Coupe de Belgique en  1914 avec la Royale Union Saint-Gilloise